# TGV PBA
Pour les articles homonymes, voir PBA.
,,
Les TGV PBA (pour Paris – Bruxelles – Amsterdam) sont des TGV Réseau tricourant, adaptés pour pouvoir circuler en Belgique et aux Pays-Bas, et exploités pour le compte de Thalys, aujourd'hui filiale d'Eurostar Group (qui utilise désormais uniquement la marque Eurostar). Ils se distinguent des TGV PBKA par leur carrosserie plus anguleuse aux extrémités (motrices), ainsi que par le fait que, par souci d'économie, ils ne sont pas munis des équipements spécifiques à la circulation en Allemagne.

## Description

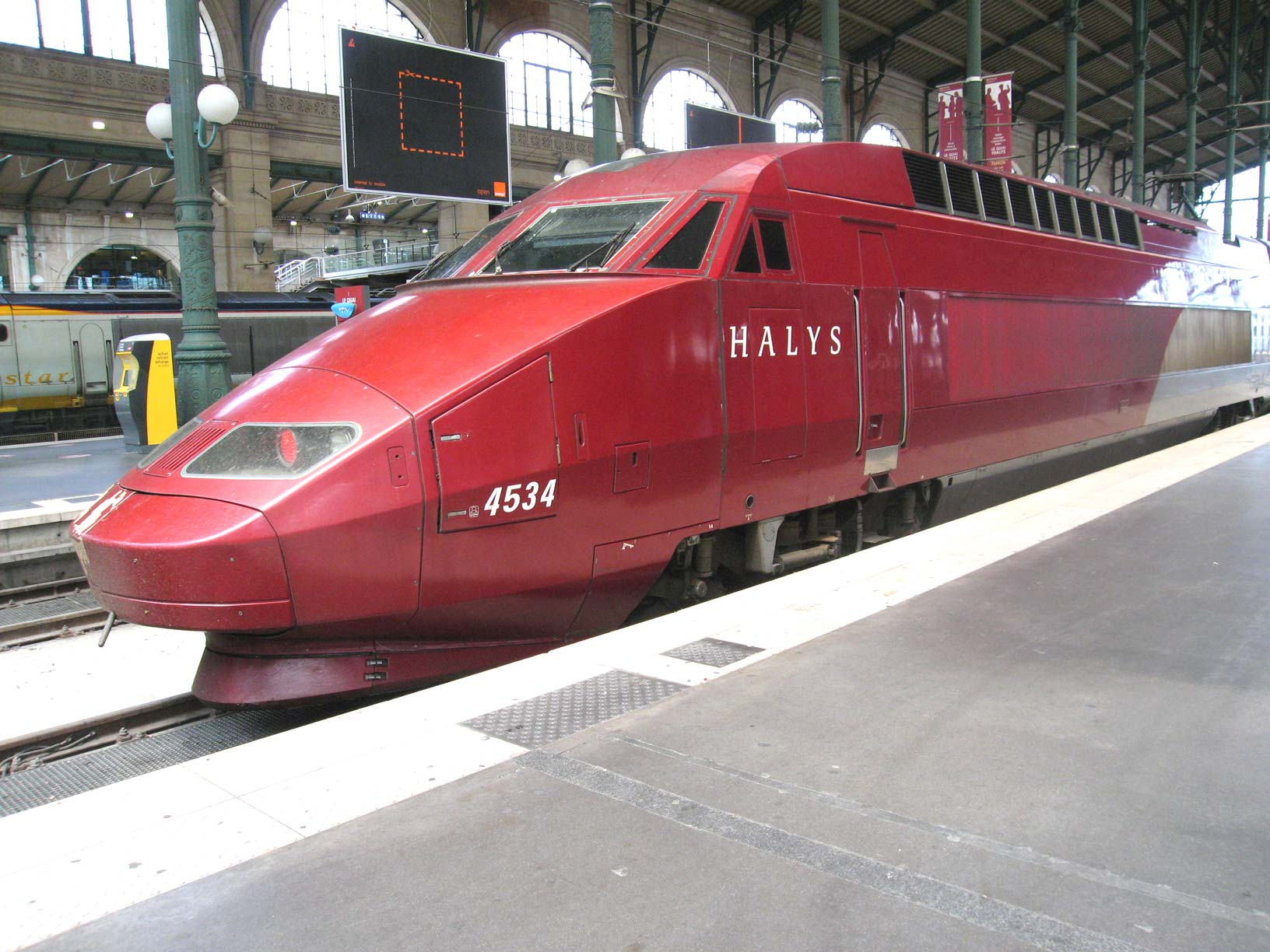
La rame no 4534 en livrée d'origine.

Ils diffèrent des autres TGV Réseau tricourant par leur livrée spécifique Thalys (grenat et argent), ainsi que leur aménagement intérieur. Ils sont compatibles avec plusieurs systèmes de signalisation (KVB et TVM pour la France, TBL pour la Belgique et ATB pour les Pays-Bas). De plus, ils ont un système de butée du pantographe pour pouvoir passer sur les ponts levants, nombreux aux Pays-Bas, où il y a interruption de continuité de la caténaire. Depuis 2009, elles ont subi la même rénovation que leurs homologues PBKA (rénovation de l'intérieur, ajout de l'ERTMS pour circuler sur la nouvelle LGV qui relie le nord d'Anvers aux Pays-Bas, changement de la livrée).
Ces rames sont, comme tout TGV Réseau tricourant, aptes à la vitesse maximale de 320 km/h. Toutefois, les lignes à grande vitesse habituellement empruntées par les rames PBA (LGV Nord en France ; LGV 1, 2, 3 et 4 en Belgique ; HSL-Zuid aux Pays-Bas), dans le cadre de leurs services commerciaux réguliers, sont quant à elles limitées à 300 km/h.
Elles peuvent circuler en unités multiples (2 rames) avec les TGV Réseau, mais aussi avec les TGV Duplex et les TGV PBKA. Ceci permet par exemple de constituer des trains Thalys mixtes (rame double Paris – Bruxelles, découplée ou couplée à Bruxelles-Midi en deux rames simples Paris – Bruxelles – Amsterdam et Paris – Bruxelles – Cologne – Dortmund, sans s'inquiéter de savoir si la partie France – Belgique – Pays-Bas est une rame PBA ou PBKA), ou encore de remplacer en partant de Paris une rame Thalys incapable de prendre le départ (par une rame TGV Réseau tricourant classique alors incorporée dans une rame double).

## Service
Le 4 juin 1996, elles sont mises en service sur le nouvel opérateur ferroviaire Thalys entre Paris, Bruxelles et, au-delà, Amsterdam (d'où leur nom, PBA), remplaçant les voitures TEE Inox tractées par les locomotives CC 40100 et SNCB série 18 dites « nez cassés ». Elles assuraient jusqu'en 2015 la desserte d'Ostende ; celle de la « dorsale wallonne » (Liège via Mons, Charleroi et Namur) est supprimée. En service saisonnier, elles desservent aussi les Alpes (notamment Bourg-Saint-Maurice) durant l'hiver et Marseille durant l'été.
À partir de la présidence française du Conseil de l'Union européenne en 2008, une desserte Bruxelles – Strasbourg est assurée par Thalys pour les députés européens, en passant par le contournement de Paris et la LGV Est (au lieu de la ligne belge du Luxembourg et des lignes classiques de l'Alsace-Moselle, afin de profiter des infrastructures à grande vitesse). La desserte vers Genève a quant à elle été abandonnée.
À l'époque où les rames Réseau bicourant assuraient des missions sur Paris-Gare-de-Lyon, dans le cas où l'établissement du Landy n'avait plus de rame bicourant ou tricourant, il n'était pas rare que des rames PBA soient utilisées (notamment pour les pointes hivernales et estivales).[réf. nécessaire]

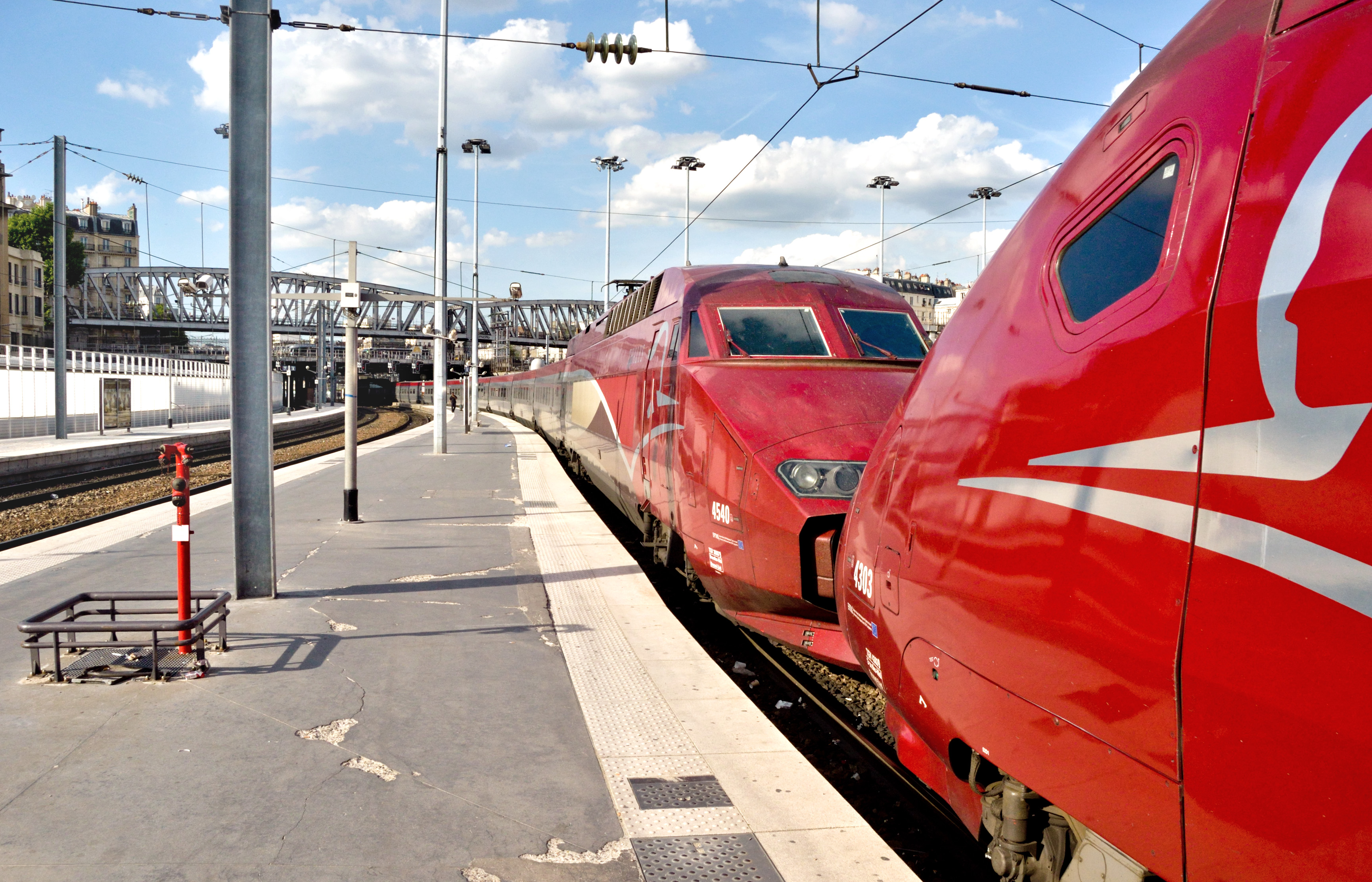
La rame TGV PBA no 4540 en gare de Paris-Nord, attelée au TGV PBKA no 4303, en 2011.
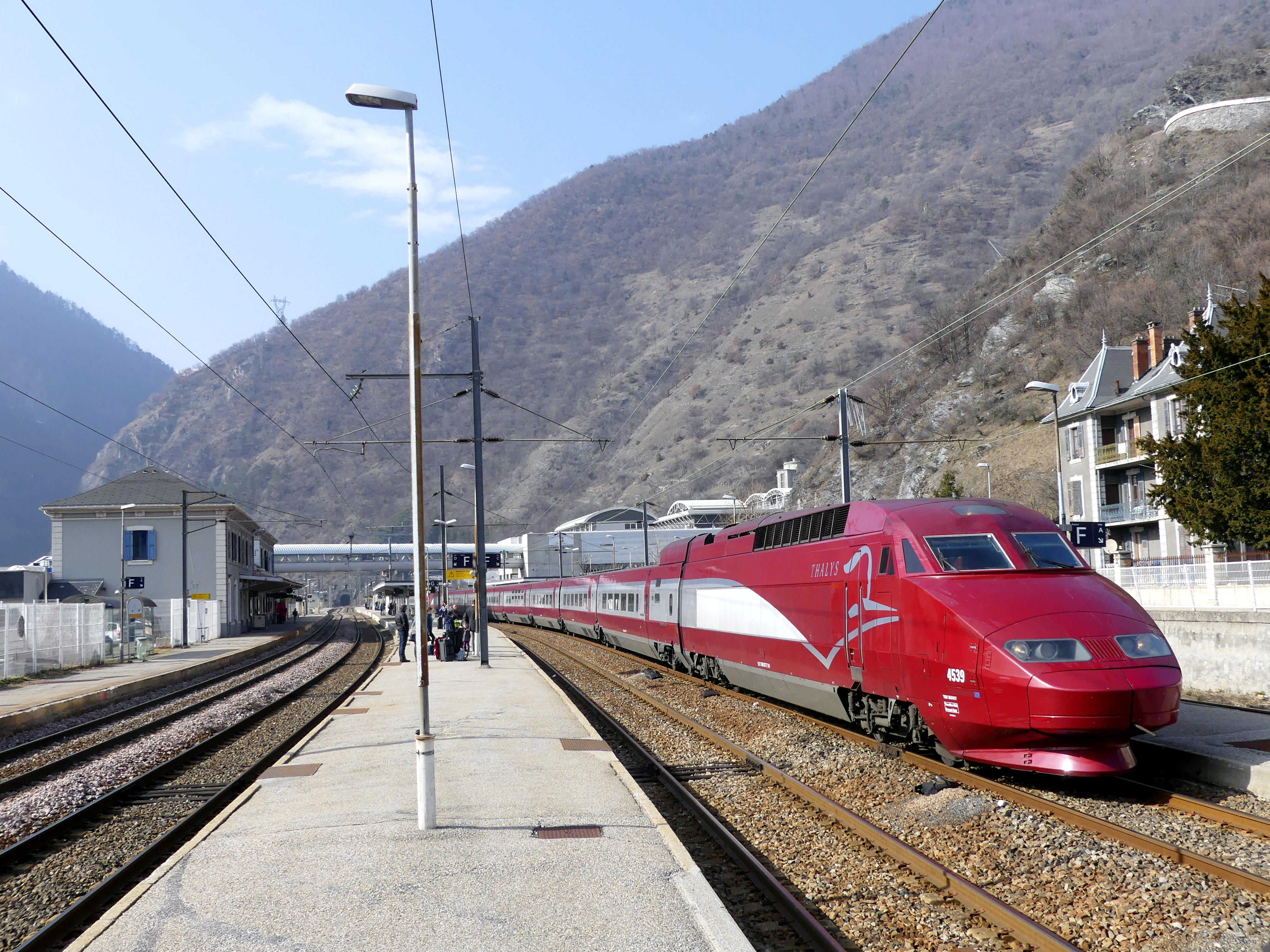
Rame no 4539 en nouvelle livrée.
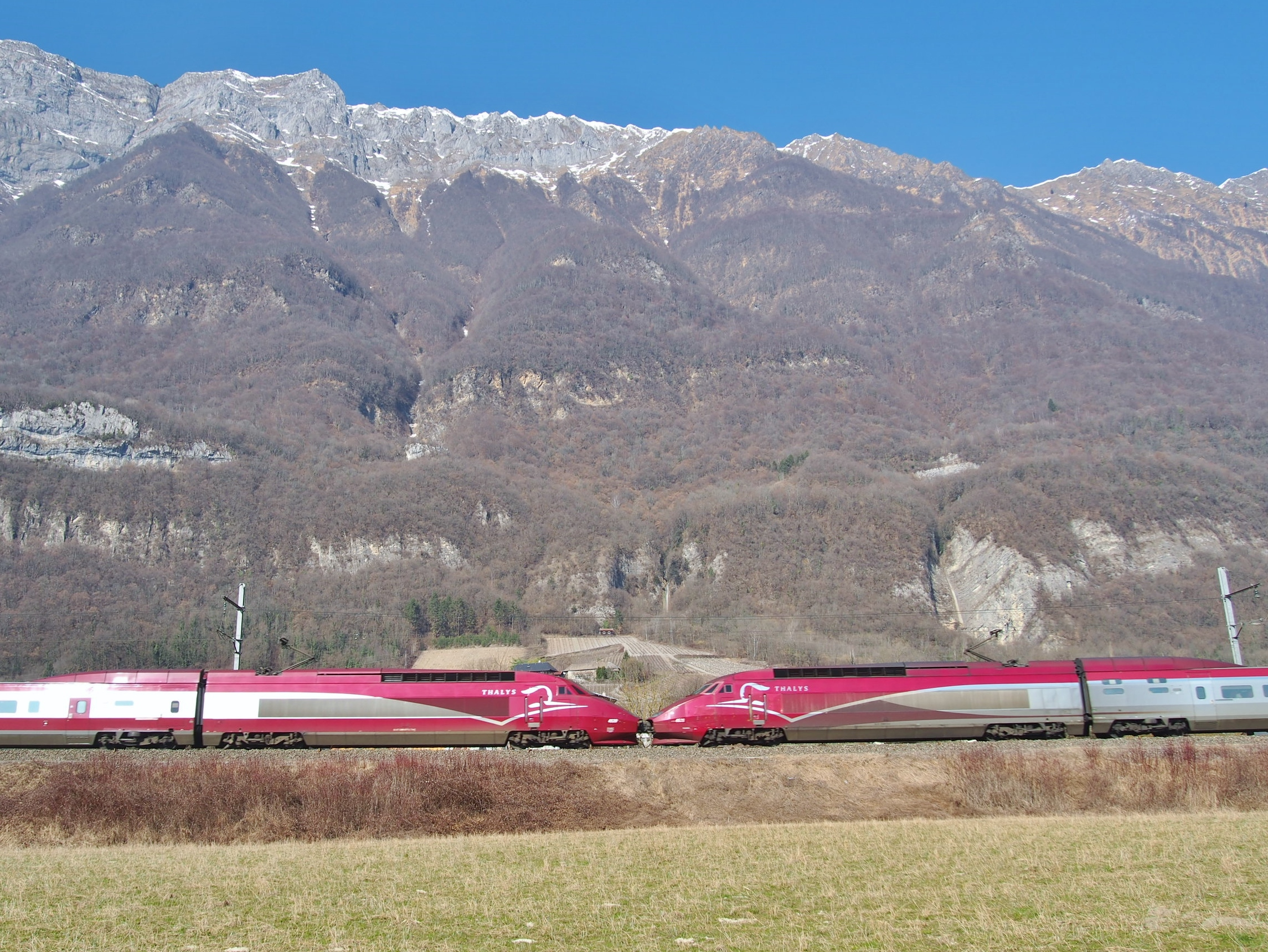
Couplage de rames PBA modernisées.
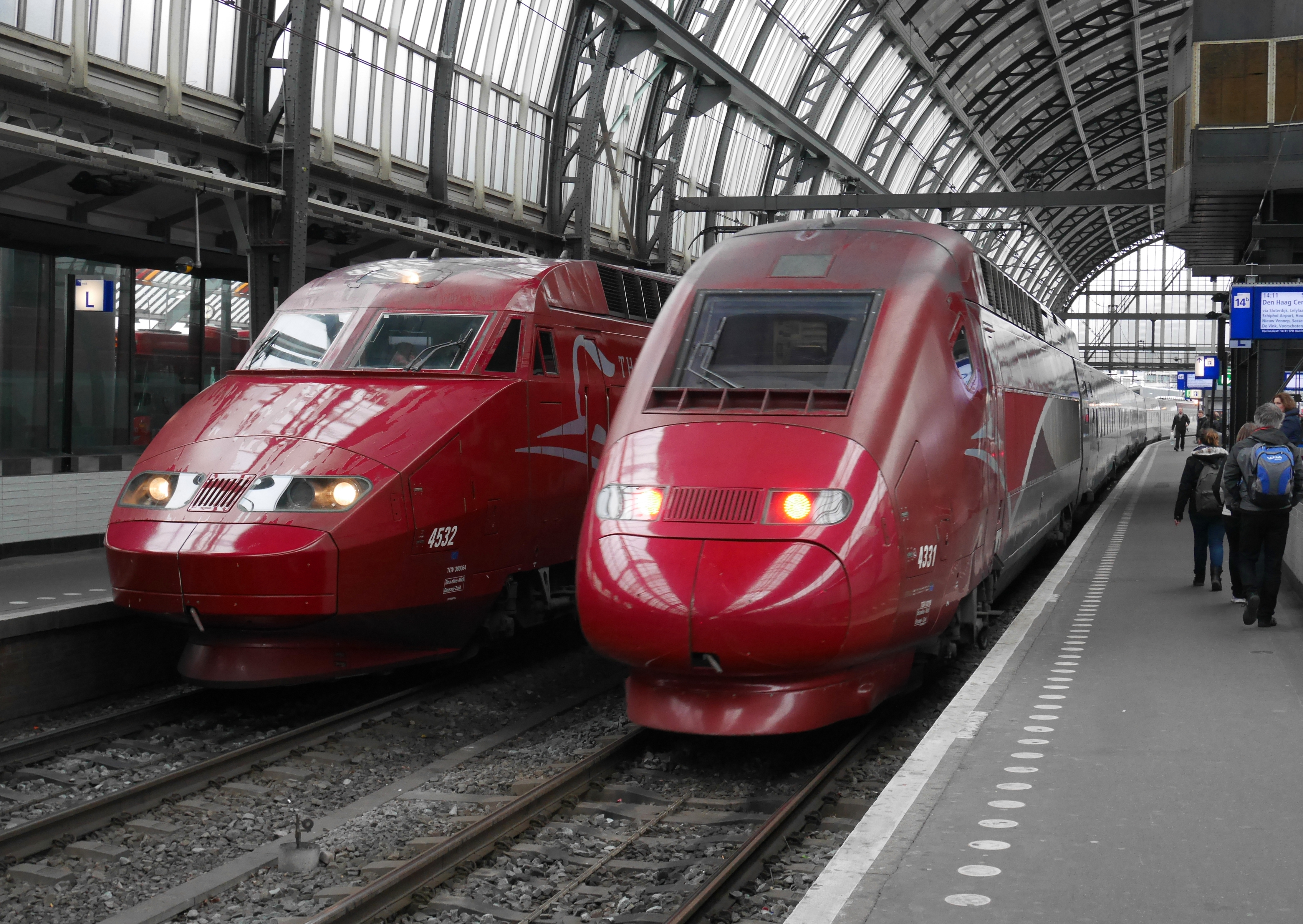
Rames PBA (à gauche) et PBKA (à droite) en gare d'Amsterdam-Central.

## Modélisme
La rame Réseau tricourant PBA a été reproduite à l'échelle HO, par la firme Lima.
La rame Réseau tricourant PBA a été reproduite en octobre 2020 à l'échelle N, par Kato.